# Germaine Ameye
Pour les articles homonymes, voir Ameye.
Germaine Ameye (née à Valleraugue le 13 juin 1924 et morte à Montpellier le 26 août 2008) est une latiniste et résistante française.

## Biographie
Fille du poète Georges Noguier, Germaine Georgette Noguier naît à Valleraugue le 13 juin 1924. 
Après des études secondaires à Nîmes, elle obtient un baccalauréat de philosophie en 1941 ; elle est félicitée en personne par Philippe Pétain pour sa mention très bien, ce qu'elle perçoit comme une « honte » et une « infidélité » à ses positions personnelles. Licenciée ès lettres classiques en 1943, elle obtient le CAEC en 1944, puis l' agrégation féminine de lettres en 1947. Elle enseigne le français, le latin et le grec ancien à Narbonne, au lycée de jeunes filles de Nîmes (1947-1951), au collège Legouvé de Montpellier (1951-1952), puis au lycée de jeunes filles de cette ville (1953-1961). À partir de 1961, elle devient assistante, maître-assistante puis maîtresse de conférences à l'université de Montpellier ; elle y crée une section tchèque et, spécialiste de poésie latine, elle consacre ses travaux à Lucrèce, Virgile ou Ovide.
« Antifasciste par tempérament », elle cache durant la Seconde Guerre mondiale Edith Zukermanova, une réfugiée tchèque, dans la maison familiale de Langogne. En parallèle elle prend part à la Résistance, au sein du Mouvement de libération nationale.
Après la Libération, elle épouse Jacques Ameye, réfractaire au service du travail obligatoire et maquisard, et qui devient enseignant de lettres classiques en classes préparatoires. Ils ont deux enfants, dont Jacqueline, épouse Tartar, enseignante de lettres et traductrice. Quant à elle, elle adhère à l'Association des Français libres et à l'Union départementale des combattants volontaires de la Résistance de l'Hérault. À Legouvé, elle lie amitié avec Laure Moulin, sœur de Jean, qui y enseigne l'anglais. Après 1958, elle milite dans des mouvements gaullistes : elle est secrétaire des fédérations héraultaises des diverses organisations gaullistes de gauche contemporaines, à savoir le Centre de la réforme républicaine, l'Union démocratique du travail, le Mouvement pour le socialisme par la participation puis le Mouvement solidarité participation. Proche de Pierre Billotte et de Léo Hamon, elle collabore à Notre République, organe de l'UDT. En 1962, elle refuse l'investiture de l'UNR pour les élections législatives en Lozère.
Après la mort de Charles de Gaulle, elle adhère à l'Association nationale d'action pour la fidélité au général de Gaulle, et soutient le Rassemblement pour la République, sans y adhérer. En 1995, elle signe l'appel des universitaires en faveur de Jacques Chirac. Également féministe, elle prend part à Femme Avenir et à l'Association française des femmes diplômées des universités. Militante du Syndicat national de l'enseignement supérieur, elle est trésorière de la section montpelliéraine de l'Association Guillaume-Budé. Investie dans la vie universitaire, elle vient en aide aux étudiants tchèques dans le dénuement après 1968. Protestante engagée, elle est à partir de 1973 secrétaire du conseil presbytéral du temple de Montpellier.
Elle meurt le 26 août 2008 à Montpellier. Elle est inhumée à Mazet-Saint-Voy. Ses archives et sa correspondance sont déposées aux Archives départementales de l'Hérault.

### Fonds d'archives
- Fonds Germaine Ameye (1922-2004) [2,2 ml].  Cote : 196 J. Montpellier : Archives départementales de l'Hérault (présentation en ligne).